# Barbara Bergström
Barbara Ann Bergström, ogift Berg, ursprungligen Bärbel Röder, född 9 april 1946 i Wuppertal, Tyskland, är en amerikansk-svensk lärare, skolledare och entreprenör. Bergström är grundare av friskolekoncernen Internationella engelska skolan.
1993 öppnades hennes skola, Internationella engelska skolan i Enskede.

## Biografi

### Uppväxt, studier och familj
Barbara Bergström föddes och växte upp i Wuppertal i Tyskland tills hon var 13 år. I slutet av 1959 lämnade hennes mor sin make, Bergströms far, och tog med henne och hennes tre och ett halvt år äldre syster Heidi till Amerika. Där möttes de av svenskamerikanen Ragnar Berg som modern hade stått i förbindelse med före avresan. Han bodde i Buffalo i delstaten New York, nära gränsen mot Kanada, och byggde bilar åt General Motors. När han gifte sig med modern fick även flickorna efternamnet Berg. Efter ett tag började Bergström kalla sig Barbara i stället för Bärbel, eftersom det var lättare för skolkamraterna att uttala.
Hon kunde nästan ingen engelska när hon började på högstadiet i USA, men efter en termin hade hon tillräckligt bra betyg för att börja i gymnasiet, Lafayette High School. När hon därefter hade läst diverse ämnen under ett år på universitetet i Buffalo gifte hon sig med en doktor i fysioterapi. De fick en dotter som dog två och en halv månad gammal i plötslig spädbarnsdöd, äktenskapet kraschade och Bergström blev inlagd på sjukhus.
Därefter flyttade hon till sin mor och styvfar som då bodde i Florida, och började studera på universitetet i Miami. Styvfaderns brorson Otto Berg, som forskade på evolutionär utvecklingsbiologi och molekylärbiologi kom och hälsade på flera gånger. Han var jämngammal med Bergström och de blev ett par, gifte sig och flyttade till Sverige och Danderyd 1968. Hon började genast studera svenska vid Stockholms universitet och tog senare en filosofie kandidatexamen i tyska, engelska och konstvetenskap. 1970 föddes familjens första barn och 1973 det andra.
Hon är sedan 2001 gift med journalisten och statsvetaren Hans Bergström, tidigare chefredaktör på Nerikes Allehanda och Dagens Nyheter. De är huvudsakligen bosatta i Boca Raton i Florida, USA, men också i Täby norr om Stockholm.

### Yrkesliv och företagande
Barbara Bergström arbetade en period efter första flytten till Sverige (i andra äktenskapet) som lärarvikare och hemspråkslärare innan familjen på grund av missnöje med skolan, både de egna barnens och som arbetsplats, flyttade till Eugene i Oregon i USA, först under ett år och sedan i ytterligare tre år. Dåvarande maken forskade på universitetet och Bergström undervisade lite i svenska på ett college och tog hand om barnen.
Tillbaka i Sverige igen ansökte hon 1992 om att starta en egen friskola med internationell, engelskspråkig inriktning i Enskede, Internationella engelska skolan. Skolan startade 1993, och efterhand expanderade verksamheten till över 20 grundskolor och en gymnasieskola samt sedan 2011 engelskspråkig sommarskola (2013). Hon har verkat som skolans ägare och arbetande styrelseordförande sedan start, även efter att hon år 2012 sålde huvuddelen av sin verksamhet till det amerikanska TA Associates.
Försäljningen, på vilken Bergström tjänade 918 miljoner kronor, gjorde att hon hade högst inkomst i Sverige under 2012. År 2021 ägde paret Bergström 14 procent av koncernen.
Enligt boken Svenska miljardärer kan Bergström vara den första kvinnan i Sverige som själv har byggt upp en miljardförmögenhet, möjligen med undantag för Wonna I de Jong, vars fastigheter stigit kraftigt i värde. 

## Finansiering av konspiratorisk och högerextrem media
Expo avslöjade i september 2023 att Hans och Barbara Bergströms stiftelse The Hans och Barbara Foundation mellan åren 2018 och 2019 donerade  över en halv miljon kronor till nättidskriften Det goda samhället, som fungerat som plantskola för profiler som Richard Sörman, senare programledare på sajten Riks som startades av  Sverigedemokraterna 2020.
Expo kunde i samma granskning visa att stiftelsen under 2020 och 2021 donerat 219 000 kronor till tidningen DSM. Ett stöd som utgjorde 95 procent av tidskriftens omsättning och var avgörande för att tidningen skulle kunna ges ut.
Enligt tidskriften Expo har DSM varit ett tillhåll för förintelseförnekare och konspirationteoriprofiler  miljöer. Under 2010-talet publicerade DSM bland annat artiklar om att Olof Palme aldrig mördades på Sveavägen 1986 och antisemitiska påståenden, som att antalet judar som dödades under Förintelsen skulle vara kraftigt överdrivna.
På frågor om stiftelsens stöd till DSM menade Hans Bergström att han själv skrivit fem artiklar under eget namn för DSM åren 2014–2017, att han i övrigt inte delar chefredaktören Jan Gillbergs konspirationsteorier, men att han ogillar utstötningsmekanismerna i det svenska debattklimatet.
Paret Bergströms stiftelse har även donerat pengar till tidningen Kvartal och till bloggaren Rebecca Weidmo Uvell. Uvell har flera gånger försvarat Engelska skolan när den fått negativ publicitet och i samband med att tidskriften Expo publicerade sin granskning av The Hans och Barbara Foundations kopplingar till olika högermedia publicerade Uvell i sin tur en kartläggning av Expos undersökande reporter, om hans privatliv, tidigare sysselsättning och en påstådd bostadsort för journalisten som lever med skyddade personuppgifter.
Under presidentvalet i USA 2024 donerade Hans och Barbara Bergström motsvarande 2 miljoner kronor till Republikanska partiet. Bland mottagarna av stödet fanns David Perdue och Bernie Moreno, som båda spridit konspirationsteorier om valfusk under presidentvalet i USA 2020.

## Kritik
Barbara Bergström har fått kritik för att ha torkat av sina händer på Dagens Nyheters journalist Alexander Mahmoud. Något hon dock själv bestridit i efterhand.

## Priser och utmärkelser
- 2009 utsågs hon till Årets Företagare i Sverige av organisationen Företagarna[13]
- 2013 utsågs hon till "Årets kvinnliga stjärnskott" i Sverige i Ernst & Youngs internationella tävling EY Entrepreneur of the Year[14][15]
- 2017 tilldelades hon utmärkelsen "Årets förebildsentreprenör öst" av Founders Alliance[16][17]
- 2017 tilldelades hon även utmärkelsen "Årets mäktigaste kvinnliga entreprenör" av Veckans affärer[18]
- 2018 blev hon vinnare av Svenska Dagbladets Affärsbragd[19]
- 2021 Kungliga Patriotiska Sällskapets stora medalj i guld för betydande fostrargärning[20]